# Bahnhof Berlin Gehrenseestraße
Berlin Gehrenseestraße ist ein Haltepunkt der Berliner S-Bahn im Berliner Ortsteil Neu-Hohenschönhausen.

## Geschichte
Der zwischen den S-Bahnhöfen Springpfuhl und Hohenschönhausen gelegene Haltepunkt erhielt den Arbeitstitel Gartenstadt, weil sich westlich des Bahnhofs die Gartenstadt Hohenschönhausen befindet. Er verfügt über einen einfachen Mittelbahnsteig, der zur Hälfte überdacht ist. Der Zugang erfolgt nur am Südende von der Gehrenseebrücke aus. Zur Eröffnung am 20. Dezember 1984 besaß der Bahnhof nur das westliche Gleis, das zweite Gleis kam mit der Verlängerung der S-Bahn-Strecke nach Wartenberg am 20. Dezember 1985 hinzu.
Von Juni 2023 bis Oktober 2024 wurden der Bahnsteig inklusive des Bahnsteigdachs und der Treppenzugang erneuert. Außerdem wurde ein Aufzug eingebaut, sodass der Bahnhof erstmals barrierefrei ist. Eine moderne Beleuchtung wurde installiert sowie die Anzeigetafeln erneuert. Für den Bahnhofsumbau standen 4,9 Millionen Euro zur Verfügung. 1,2 Millionen Euro davon stammten aus dem Bundesprogramm Förderinitiative zur Attraktivitätssteigerung und Barrierefreiheit von Bahnhöfen, den überwiegenden Teil stellte die Senatsverwaltung für Mobilität, Verkehr, Klimaschutz und Umwelt zur Verfügung. Am 9. Dezember 2024 wurde der komplett erneuerte Bahnhof eingeweiht. Insgesamt haben Bund, Land und Deutsche Bahn über 13 Millionen Euro in den Umbau investiert.

## Anbindung
Am Bahnhof Gehrenseestraße hält die Linie S75 der S-Bahn Berlin. Es besteht ein Übergang zur Omnibuslinie 294 und zur Nachtlinie N56 der BVG.
| Linie | Verlauf |
| ----- | --- |
|       | (Ostbahnhof –) Warschauer Straße – Ostkreuz – Nöldnerplatz – Lichtenberg – Friedrichsfelde Ost – Springpfuhl – Gehrenseestraße – Hohenschönhausen – Wartenberg |